# Ледниковый период (телешоу)
«Леднико́вый пери́од» — российское еженедельное спортивно-развлекательное телевизионное ледовое шоу оригинального производства «Первого канала», с перерывами транслирующееся с 2007 года. В программе принимают участие звёзды спорта, балета, театра, кино, эстрады и телевидения.
Изначально проект назывался «Звёзды на льду», но чтобы избежать путаницы с проектом «Танцы на льду» телеканала «Россия», было решено изменить название на «Ледниковый период», так как Илья Авербух после первого сезона заявил, что успех ледового шоу спровоцировал в России «ледниковый период».
Ведущими первого сезона программы «Ледниковый период» были актёр, победитель проекта «Звёзды на льду» Марат Башаров и фигуристка, двукратная чемпионка мира Ирина Слуцкая. На время родов Ирину Слуцкую в роли ведущей заменила актриса Ингеборга Дапкунайте.
Тренерами соревнующихся команд в первом сезоне были Александр Жулин и Илья Авербух.
Председателем жюри является заслуженный тренер СССР Татьяна Анатольевна Тарасова.
Комментатор первого сезона — Андрей Голованов.
После выхода программы под таким названием она неоднократно продлевалась, приостанавливались, прекращалась и возобновлялась. Кроме того, выходили аналогичные шоу под другими названиями. Восьмой сезон шоу на «Первом канале» проходил с сентября 2021-го по январь 2022-го гг.

## О проекте
Шоу «Ледниковый период» — это спортивно-развлекательное телевизионное состязание нескольких пар по фигурному катанию. Один из партнёров в каждой паре — известный представитель российского театра, спорта, балета, эстрады, кино или телевидения, далёкий от этого вида спорта, а другой, напротив, является титулованным профессионалом в спортивных танцах на льду или одиночном фигурном катании.
Мастерство соревнующихся дуэтов оценивают пятеро судей во главе с заслуженным тренером СССР Татьяной Тарасовой. Оценки выставляются по шестибалльной системе так же, как и на реальных соревнованиях по фигурному катанию до 2005 года — за технику и артистизм.
В период с 2007 по 2014 годы участники были разделены на две команды, которыми руководили тренеры Александр Жулин и Илья Авербух. Тренеры также являлись авторами танцевальных номеров своих подопечных. С 2015 года тренером и продюсером шоу является Илья Авербух. В постановке танцев и работе с участниками также заняты фигуристы Максим Ставиский, Албена Денкова и хореограф, тренер по фигурному катанию, сценарист Елена Станиславовна Масленникова.

## Пары «Ледникового периода» 1-го сезона

### Команда Жулина
1. Татьяна Навка — актёр Вилле Хаапасало
2. телеведущая Лариса Вербицкая — Повилас Ванагас
3. Маргарита Дробязко — актёр Александр Дьяченко
4. певица Виктория Дайнеко — Алексей Ягудин
5. балерина Анастасия Волочкова — Антон Сихарулидзе
6. Елена Леонова — актёр Григорий Сиятвинда
7. певица Александра Савельева — Сергей Сахновский
8. теннисистка Анастасия Мыскина — Андрей Хвалько

### Команда Авербуха
1. актриса Чулпан Хаматова — Роман Костомаров
2. актриса Алиса Гребенщикова — Алексей Тихонов
3. Мария Петрова — актёр Михаил Галустян
4. Ирина Лобачёва — актёр Дмитрий Марьянов
5. Албена Денкова — актёр Игорь Верник
6. актриса Ольга Кабо — Максим Маринин
7. Татьяна Тотьмянина — певец Никита Малинин
8. Анна Семенович — актёр Алексей Макаров

## Победители
31 декабря 2007 года в суперфинале шоу «Ледниковый период» определились победители проекта:
1. Чулпан Хаматова — Роман Костомаров (тренер — Илья Авербух)
2. Татьяна Навка — Вилле Хаапасало (тренер — Александр Жулин)
3. Алиса Гребенщикова — Алексей Тихонов (тренер — Илья Авербух), но Алексей отдал свою бронзовую медаль Михаилу Галустяну

Финалисты:
- Виктория Дайнеко — Алексей Ягудин
- Маргарита Дробязко — Александр Дьяченко
- Анастасия Волочкова — Антон Сихарулидзе
- Лариса Вербицкая — Повилас Ванагас
- Мария Петрова — Михаил Галустян
- Ирина Лобачёва — Дмитрий Марьянов
- Анна Семенович — Алексей Макаров

## Пародии
- Шоу было два раза спародировано в телепередаче «Большая разница» на Первом канале.